# El viaje de Copperpot
El viaje de Copperpot es el segundo álbum de La Oreja de Van Gogh, que salió a la venta el 11 de septiembre de 2000. El título está inspirado en la película Los Goonies (1985) en donde se nombra a un cazador de tesoros llamado Chester Copperpot. Es el séptimo álbum con más ventas certificadas en España.

## El disco
El viaje de Copperpot es el disco más vendido del grupo y el más popular, además de ser aclamado por muchos como el mejor de su discografía. En este disco, La Oreja de Van Gogh abandonó un poco el Donosti Sound para centrarse en el Power pop. Las melodías pegadizas y las letras despreocupadas fueron la pieza fundamental del álbum.
El reto al que se enfrentaba La Oreja de Van Gogh con su segundo álbum era tan arduo como ambicioso. Su primer disco, Dile al sol, puso el listón muy alto, con lo que las expectativas estaban creadas y aunque todos los discos son difíciles, el segundo de una banda que arrasó siendo una gran desconocida era aún más complicado. El viaje de Copperpot no defraudó en calidad y la repercusión fue incluso mayor que la del primero. Las historias directas contadas de forma vertiginosa, aunque contundentes en fondo, volvieron a ser la clave del éxito de esta banda, auténtica fábrica de canciones pegadizas.
Las altas ventas de Dile al sol dieron un voto de confianza al grupo. En esta ocasión, tuvieron la oportunidad de elegir a su productor, cargo que recayó en la figura del ingeniero musical británico Nigel Walker, recomendado por Hombres G, con quienes habían realizado una gira en 1999. Así pues, el disco se grabó en el Estudios Du Manoir, situado en Léon, una pequeña comuna de Las Landas, en Francia. 
Cuídate fue el primer sencillo de un disco que refleja la evolución del grupo y viaja a épocas pasadas, ya que no faltan los retazos yeyés. El mismo día que se puso a la venta, llegó a superar las cien mil copias vendidas, por lo que recibieron el disco de platino. El disco contiene doce canciones. Si se incluye la pista oculta tras el final de Desde el puerto, titulada Tic tac hacen un total de trece. Este bonus track fue incorporado por la banda como regalo a sus fanes. Era una canción que se tocaba en los conciertos de su primera gira, y debido al buen recibimiento que tuvo entre los seguidores, decidieron incluirla. 
La playa, en medio de canciones rápidas, aporta cierta calma a un disco producido por Nigel Walker, que otorga al álbum un aire de la new wave británica. Los amantes del Círculo Polar ahonda en el cómo y el por qué de una relación que no pudo ser, haciendo referencia a la película del mismo nombre. Quizá sea la canción menos optimista de un disco divertido que rinde homenaje a la bruja Avería en Dicen que Dicen, en la que se relatan los efectos humorísticos de ciertos estupefacientes de origen vegetal, así como a los Monty Python (al final de la misma canción, en la frase "And Now for Something Completely Different" en referencia a dicha película) o a la película de Los Goonies (en el nombre del disco).
Todos los temas, aunque diferentes, pudieron ser primeros sencillos en El Viaje de Copperpot. El quinteto donostiarra consiguió que todas las canciones fuesen pegadizas, algo que tampoco es tan fácil. En composición, al igual que en tecnología, el segundo disco del grupo gana a su álbum de debut.[cita requerida] Con esto pudo vencer y superar el reto que representaba cumplir las expectativas creadas por Dile al sol, algo que por ejemplo Mecano no fue capaz de superar. Gran parte de los seguidores de La Oreja de Van Gogh considera este segundo disco el mejor de todos los que hasta hoy se han grabado, y de hecho en países como Chile, Argentina, Perú y México, El Viaje de Copperpot llegó a opacar al primer disco, ya que canciones como El 28 o Dile al sol jamás se promocionaron en esos países.
Más tarde se editó una caja de Edición Especial de la joya del pop que representa este disco. Esta, aunque no incluyó nada nuevo, está descatalogada, contenía el LP en dos versiones disco y mini-disc, además de un libro con algunas anotaciones de los componentes del grupo. También se editó una versión que incluía un CD de material multimedia para el ordenador, además de vídeos y algunas cosas más. En 2007, Sony BMG reeditó el disco en una versión de caja de cartón cuyo precio era más accesible que los anteriores. 
Según algunas entrevistas, eran más de 20 las canciones que tenían la posibilidad de ser incluidas en este disco. Entre algunos descartes están Nube y Despacio, que verían la luz en 2006 en Más guapa.
En 2020 por el aniversario 20 del lanzamiento, el disco alcanzó la posición 3 de iTunes España, siendo la primera vez que este material entra al ranking. Con el tiempo y casi 23 años después de su lanzamiento, el 5 de agosto de 2023 logra alcanzar la primera posición en esta lista.
Lleva más de 2 millones y medio de copias vendidas desde su lanzamiento en 2000 y es el séptimo disco más vendido en la historia de España.

## Lista de canciones del álbum
| N.º   | Título                          | Música                                 | Escritor(es)                           | Duración |  |
| 1.    | «Cuídate»                       | A. Montero, X. San Martín y P. Benegas | X. San Martín                          | 2:50     |  |
| 2.    | «Soledad»                       | A. Montero y X. San Martín             | P. Benegas                             | 3:52     |  |
| 3.    | «París»                         | A. Montero y X. San Martín             | P. Benegas                             | 3:46     |  |
| 4.    | «La playa»                      | Xabi San Martín                        | Xabi San Martín                        | 4:07     |  |
| 5.    | «Pop»                           | A. Montero y X. San Martín             | P. Benegas                             | 2:31     |  |
| 6.    | «Dicen que dicen»               | A. Montero y X. San Martín             | X. San Martín                          | 3:21     |  |
| 7.    | «Mariposa»                      | A. Montero y X. San Martín             | A. Montero y X. San Martín             | 4:02     |  |
| 8.    | «La chica del gorro azul»       | A. Montero y X. San Martín             | P. Benegas                             | 3:35     |  |
| 9.    | «Tu pelo»                       | A. Montero y X. San Martín             | A. Montero y X. San Martín             | 3:57     |  |
| 10.   | «Tantas cosas que contar»       | A. Montero y X. San Martín             | P. Benegas                             | 3:53     |  |
| 11.   | «Los amantes del círculo polar» | A. Montero, X. San Martín y P. Benegas | P. Benegas                             | 4:40     |  |
| 12.   | «Desde el puerto»               | A. Montero, X. San Martín y P. Benegas | A. Montero, X. San Martín y P. Benegas | 3:47     |  |
| 44:27 |                                 |                                        |                                        |          |  |

## Lista de sencillos
1. "Cuídate"
2. "París"
3. "La playa"
4. "Pop"
5. "Soledad"
6. "Mariposa"
7. "Tu pelo"
8. "La chica del gorro azul"

## Vídeos
Cuídate, Soledad, París, La playa, Pop y Mariposa son los seis videoclips que surgieron de El viaje de Copperpot.
En Cuídate, la banda es parte de la muestra de un museo futurista creado por animación para el vídeo. Algunos familiares de los integrantes de la banda, entre ellos Idoia Montero, se pasean por la instalación, soberbios o maravillados ante las "piezas vivientes" que forman parte de la galería. Los efectos más evidentes son las diferentes velocidades de reproducción simultáneas (la gente ingresa al edificio a gran velocidad, mientras que el video que proyecta un gigantesco televisor de plasma se reproduce normalmente, por ejemplo), y la multiplicidad de vistas, algunas rotadas en 180°.
Soledad intercala fragmentos de su gira, del Concierto Básico de Los 40 Principales (ralentizados) y la grabación en estudio. Es, de los seis, el más simple y el único que no requirió de una interpretación como tal.
París se asemeja en su edición a El libro, de Dile al sol. La transición de imágenes se da por medio de barridos o efecto iris, y en ciertos momentos se pueden ver más de una escena; se destacan las que muestran diferentes alternativas de acción. El vídeo muestra un día en la vida de un muchacho, aparentemente, tan melancólica como la canción. Una curiosa y trivial observación que se ha hecho sobre el videoclip es que Amaia viste una remera con el diseño de la bandera británica, casi contradictoriamente, ya que el tema se llama París. 
La playa hace honor a la canción. Los espectadores detrás de la pantalla y la banda, inmersa en el video, están atentos a la historia que se desarrolla en una pecera. Aunque suene extravagante, el vídeo de hecho es sutil. Peces computarizados nadan entre medio de Amaia, Xabi, Haritz, Pablo y Álvaro, mientras ellos cumplen su espléndido rol de narradores. El final del vídeo lo marca el protagonista de la historia, ya anciano, apagando la pantalla; "nuestra" pantalla.
Vídeos hilarantes también los hay: Pop es tal vez el vídeo más original de La Oreja de Van Gogh. El ficticio David Welcome presenta a "Van Gogh Ear". Entre el "pun-chin, pun-chin" de fondo, una falsa cantante (interpretada por Amaia) de dientes bruñidos y piel bronceada, cabello batido, tapado de piel blanco, vestido dorado y botas de cuero sintético blanco de gran plataforma, canta (o al menos eso intenta), acompañada de sus cuatro bailarines (que no se quedan atrás en apariencia). Una vez que descubrimos que el micrófono que se asimila a una bola espejada está desconectado, nos encontramos con los verdaderos intérpretes, cantando apretujados tras el telón. Varios fanes se dejan llevar por un beso, un guiño de ojo, y hasta pelo del pecho o lanzamientos de los miembros de la banda. El resultado es un videoclip similar a los de la actual banda argentina Miranda!, varios años antes del éxito de esta.
Nada más opuesto a Pop es Mariposa. Suave, calmado, bucólico, grácil, delicado. Un viaje en bicicleta que recuerda a la portada del álbum al que la canción pertenece y una ruta tan sencilla que parece de fantasía, guía a la banda a lo que podría ser un paseo primaveral en el que la buena música y la lírica reflexiva no faltan. A los efectos de vídeo se les pueden adjudicar los mismos adjetivos anteriores. La imagen evidencia un estático solarizado, casi sepia. Es el pase perfecto a los posteriores Puedes contar conmigo o Rosas, de Lo que te conté mientras te hacías la dormida.

## Certificaciones
| Territorio     | Organismo certificador | Certificación             | Ventas certificadas |
| -------------- | ---------------------- | ------------------------- | ------------------- |
| España         | PROMUSICAE             | x11 Platino + x2 Diamante | +1 100 000          |
| México         | AMPROFON               | x2 Platino                | +300 000            |
| Estados Unidos | RIAA                   | Platino                   | 400 000             |

## Posiciones por semanas
| Posición | 1 | 3 | 4 | 5 | 3 | 2 | 3 | 6 | 7 | 5 | 5 | 5 | 4 | 4 | 3 | 3 |

| Posición | 2 | 2 | 1 | 3 | 3 | 1 | 2 | 2 | 1 | 1 | 1 | 1 | 1 | 1 | 1 | 1 | 1 | 1 | 1 | 5 | 3 | 4 | 5 | 4 | 5 | 6 | 6 | 7 | 8 | 6 | 8 | 8 | 7 | 7 | 5 | 9 |

## Anuales
| País   | Asociación | Lista          | Posición anual  | Ref.        |
| España | Promusicae | Top 50 Álbumes | 2000: 3 2001: 1 | [ 4 ] [ 5 ] |